# Sonates pour violon et piano de Martinů
Pour les articles homonymes, voir Sonate pour violon et piano.
Bohuslav Martinů composa cinq sonates pour violon et piano et quelques autres pages à vocation pédagogique.

## Sonate en ut majeurH.120
Elle est composée en 1919, elle révèle  l'influence de César Franck.

## Sonate en ré mineurH.152
Composée en 1926.
1. Allegro moderato
2. Andante moderato
3. Allegro

- Durée d'exécution: dix-huit minutes

## Sonate nº 1H.182
Composée en 1929, elle révèle l'influence du jazz avec des cadences solistes.

## Sonate nº 2H.208
1. Allegro moderato
2. Larghetto
3. Poco allegretto

- Durée d'exécution: seize minutes

## Sonate nº 3H.303
1. Poco allegro
2. Adagio
3. Scherzo
4. Finale:Lento - Moderato - Allegro - Allegro vivo

- Durée d'exécution: vingt minutes

## Five madrigals StanzasH.297 (1943)
Dédiée à Albert Einstein violoniste amateur.

## Rhapsodie tchèque pour violon et pianoH.307 (1945)
Elle est dédiée à Fritz Kreisler.